# Castillo (Duarte)
Castillo es un municipio de la República Dominicana, que está situado en la provincia de Duarte.

## Etimología
La denominación del municipio honra la memoria de Manuel María Castillo, nacido en Santo Domingo en 1795. Se mudó a San Francisco de Macorís donde conspiró contra la ocupación haitiana, siendo enviado preso a Haití en 1843. Al proclamarse la República Dominicana en 1844, ya se encontraba de regreso en San Francisco de Macorís y organizó la adhesión en la zona a la nueva república. Murió en 1856.

## Geografía
El principal río del municipio es el Nigua, que nace en la Loma del Firme (Cordillera Septentrional) y recorre unos 14 kilómetros antes de unirse al  río Yuna.

## Límites
Municipios limítrofes:
|                                            | Norte: San Francisco de Macorís y El Factor |                  |
| Oeste: San Francisco de Macorís y Pimentel |                                             | Este: Villa Riva |
|                                            | Sur: Pimentel y Eugenio María de Hostos     |                  |

## Distritos municipales
Está formado por el distrito municipal de:
| Nombre   | Código   |
| -------- | -------- |
| Castillo | 03060301 |

## Historia
El poblado se empezó a organizar durante la segunda mitad del siglo XIX en el viejo camino de San Francisco de Macorís - Villa Riva, a orillas del río Nigua por lo que el poblado se conocía con el nombre de Nigua; en ese entonces era parte de la Común (Municipio) de San Francisco de Macorís, Provincia Espaillat. En 1895 fue erigido en Puesto Cantonal (similar a la actual categoría de Distrito Municipal), dándosele el nombre actual de Castillo.
Al crearse el Distrito Pacificador, pasó a ser parte de dicho distrito. La Constitución de 1907 eliminó las categorías de Distrito y Puesto Cantonal, pasando entonces Castillo a ser una común (municipio) de la Provincia Pacificador (luego Provincia Duarte).

## Población
Según el Censo de Población y Vivienda de 2010, el municipio tiene una población total de 15,709 personas de los cuales 8,199 eran hombres y 7,510 mujeres. La población urbana del municipio era 6,312 y la rural de 9,397.

## Economía
El municipio es eminentemente rural debido a que el mayor potencial y capacidad productiva del municipio, se centra en la producción de víveres, arroz, frutas y cacao por lo que no posee fuentes de trabajo productivas de calidad, a excepción de algunos pequeños comercios y los empleos que ofrece el área gubernamental, razón por la que la mayoría de sus jóvenes emigran a otros pueblos cercanos para trabajar.
En 2010 se determinó que castillo produce el mejor Cacao Orgánico del Mundo.